# Leptoconops bullsbrookensis
Leptoconops bullsbrookensis är en tvåvingeart som beskrevs av Smee 1966. Leptoconops bullsbrookensis ingår i släktet Leptoconops och familjen svidknott.
Artens utbredningsområde är Western Australia. Inga underarter finns listade i Catalogue of Life.